# Omobranchus fasciolatoceps
Omobranchus fasciolatoceps är en fiskart som först beskrevs av Richardson, 1846.  Omobranchus fasciolatoceps ingår i släktet Omobranchus och familjen Blenniidae. Inga underarter finns listade i Catalogue of Life.